# Hadlaub-Denkmal

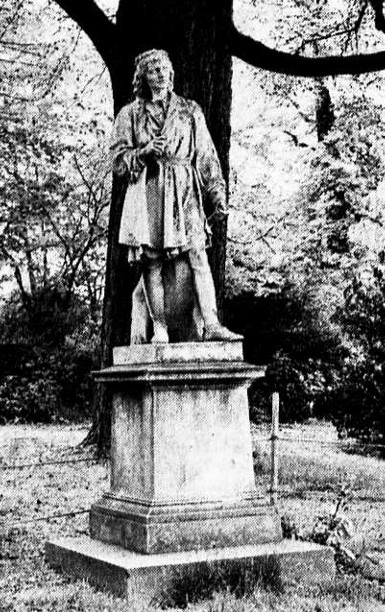
Das Hadlaub-Denkmal auf dem Platzspitz in Zürich

Das Hadlaub-Denkmal (zur Zeit der Entstehung auch Hadloub-Denkmal) war eine 1883 vollendete Kalksteinstatue des Bildhauers Viktor von Meyenburg, die ein Idealbild des Zürcher Minnesängers Johannes Hadlaub darstellte. Sie stand seit 1885 auf dem Platzspitz in Zürich. 1990 wurde sie unter nicht restlos geklärten Umständen teilweise zerstört und entfernt. Seither ist sie nicht mehr rekonstruiert worden, und das Postament steht leer.

## Geschichte

### Hadlaubkult Ende 19. Jahrhundert
Über das Leben des bedeutenden Minnesängers Johannes Hadlaub, der um 1300 lebte, ist nur wenig bekannt. Im 19. Jahrhundert verdichteten sich die Anzeichen dafür, dass er ein Zürcher Bürger war. Gottfried Keller verarbeitete die spärlichen Informationen zu seinem Leben und seine biografisch gelesenen Gesänge zur Novelle Hadlaub, die 1877 in den Züricher Novellen erschien. Die Erzählung löste im Raum Zürich eine Welle der Begeisterung aus und regte verschiedene weitere Kunstwerke an. Im Frühling 1884 vollendete Ernst Stückelberg ein Fresko im Wohnhaus des Stadtpräsidenten Melchior Römer, das eine Szene aus der Novelle zeigt. 1893 schuf der Winterthurer August Weckesser das Gemälde Reigentanz nach Gottfried Kellers «Hadlaub», das heute im Kunsthaus Zürich aufbewahrt ist. Georg Haeser schrieb die Oper Hadlaub, die am 19. März 1903 am Stadttheater in Zürich uraufgeführt wurde. Ausserdem wurde 1892, kurz vor der Eingemeindung, in Fluntern und Oberstrass eine Strasse nach Hadlaub benannt.

### Entstehung und Aufstellung der Statue

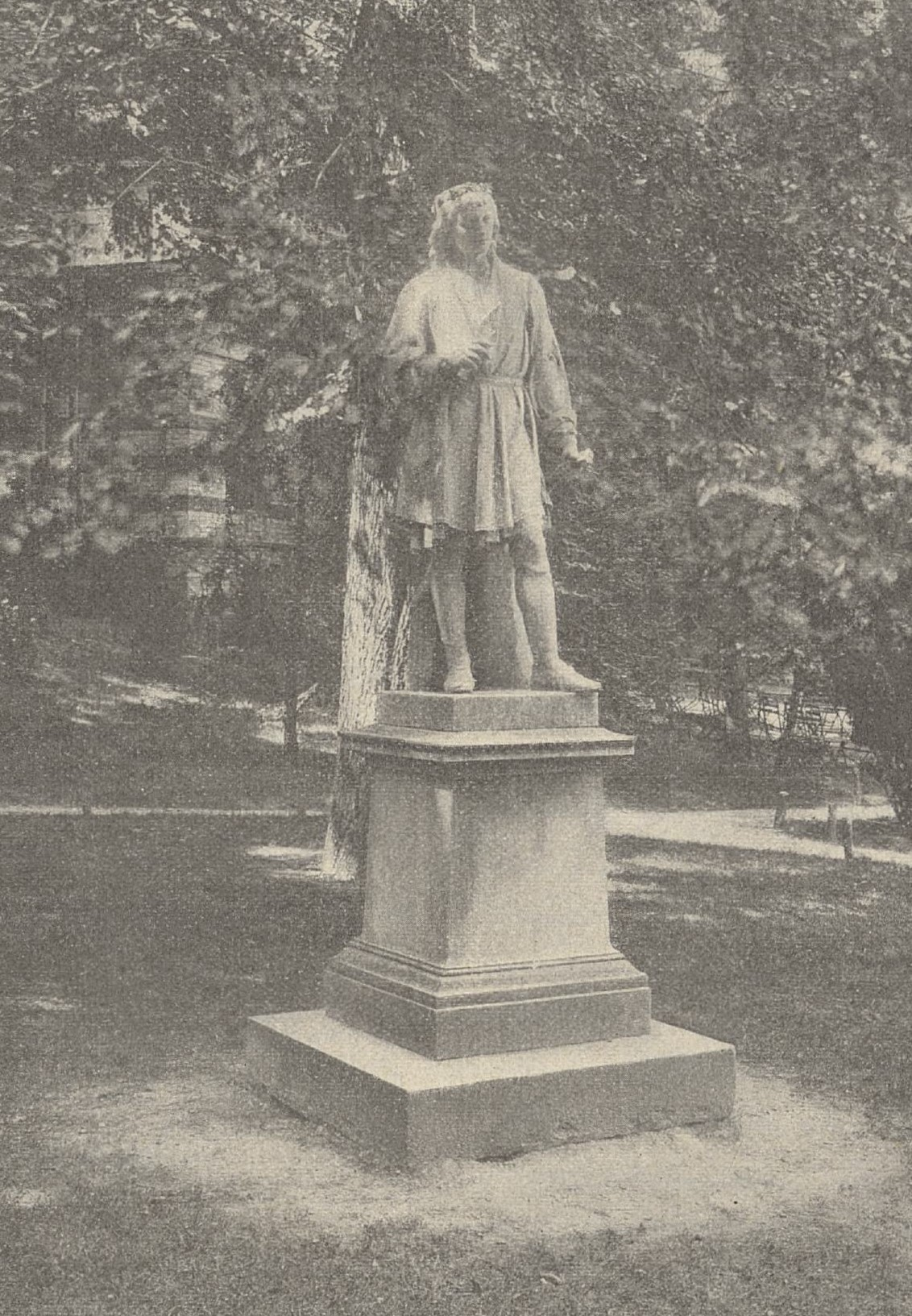
Das Hadlaub-Denkmal 1902

Meyenburg wurde 1834 in Schaffhausen geboren und erlernte hier bei Johann Jakob Oechslin sein Handwerk. Zwischen 1856 und 1862 weilte er in München, Berlin und Rom und liess sich dann 1862 bis 1869 in Zürich nieder. Von 1869 an bis zu seinem Tod 1893 lebte und wirkte er in Dresden, blieb der Stadt Zürich aber verbunden. Von der Keller-Lektüre angeregt, schlug er bei einem Aufenthalt in Zürich vor, die Brunnensäule auf dem Napfplatz (vor der damaligen Musikschule) mit einer kleinen Hadlaub-Figur zu schmücken. Sein Modell gefiel ihm dermassen, dass er es in Lebensgrösse ausführte. Am 19. Oktober 1883 bot er dem Zürcher Stadtrat die soeben vollendete Hadlaub-Statue als Geschenk an. Dem Schreiben war eine Fotografie der Skulptur beigelegt. Im Juni 1884 kam die Statue in Zürich an und wurde vorerst beim «Künstlergütli» (an der Stelle des heutigen Hauptgebäudes der Universität) öffentlich ausgestellt. Der definitive Aufstellungsort war noch nicht bestimmt. Die städtische Baukommission schlug die Papierwerd-Insel vor, das Zürcher Volksblatt den Platzspitz (die «Platzpromenade»), wo soeben die Schweizerische Landesausstellung 1883 stattgefunden hatte und bereits das Salomon-Gessner-Denkmal stand. Wegen seiner Nähe zum Fraumünster, das eine wichtige Rolle in Kellers Novelle spielt, wurde auch das Bauschänzli als Kandidat gehandelt. Im Juli 1885 stellte man die Statue schliesslich auf dem Platzspitz auf, wo sie fortan 105 Jahre lang stand.

### Verschwinden im Jahr 1990
Die genauen Umstände des Verschwindens der Statue sind bis heute nicht restlos geklärt. Ab 1986 erlangte der Platzspitz als «Needle Park» unrühmliche Bekanntheit. Drogensüchtige aus ganz Mitteleuropa versammelten sich hier, die Polizei führte auf dem Areal keinen Ordnungsdienst mehr durch. Dabei wurde die Statue wahrscheinlich bereits in Mitleidenschaft gezogen. Im Frühjahr 1990 soll ein «Astabbruch» oder gar «stürzende Bäume» infolge eines Sturms die Statue endgültig zerstört haben. Eine Fotografie, die von der WOZ-Mitarbeiterin Gertrud Vogler am 27. Februar 1990 bei einer Reportage über die Drogenszene aufgenommen wurde, zeigt das zerstörte Denkmal: In einem Gewirr heruntergefallener Äste stand der unterhalb des Knies gespaltene Rumpf auf dem Podest, der Rest der Statue lag bäuchlings auf dem Boden davor. Zumindest der Kopf war noch vorhanden. Offenbar wurde die kaputte Statue nicht sogleich geborgen. Später sollen «Kopf, Hand und Geigenkopf» gefehlt haben. Im Inventar der Denkmalschutzobjekte von überkommunaler Bedeutung des Kantons Zürich ist zu lesen, dass das Denkmal «enthauptet» worden sei und «der Kopf nicht mehr gefunden werden konnte». Da die Stadt nicht willens war, die geschätzten Kosten von 52'000 Franken für eine Rekonstruktion aufzubringen, wurden die Überreste der Statue noch im selben Jahr entfernt und werden heute im «Kunstlagerdepot» der Denkmalpflege oder im «Bauteillager der Stadt Zürich» aufbewahrt. Das leere Postament beliess man an seinem Platz. Die Medien berichteten nicht darüber, das Platzspitzareal hatte schlicht grössere Probleme.

### Jüngste Entwicklungen

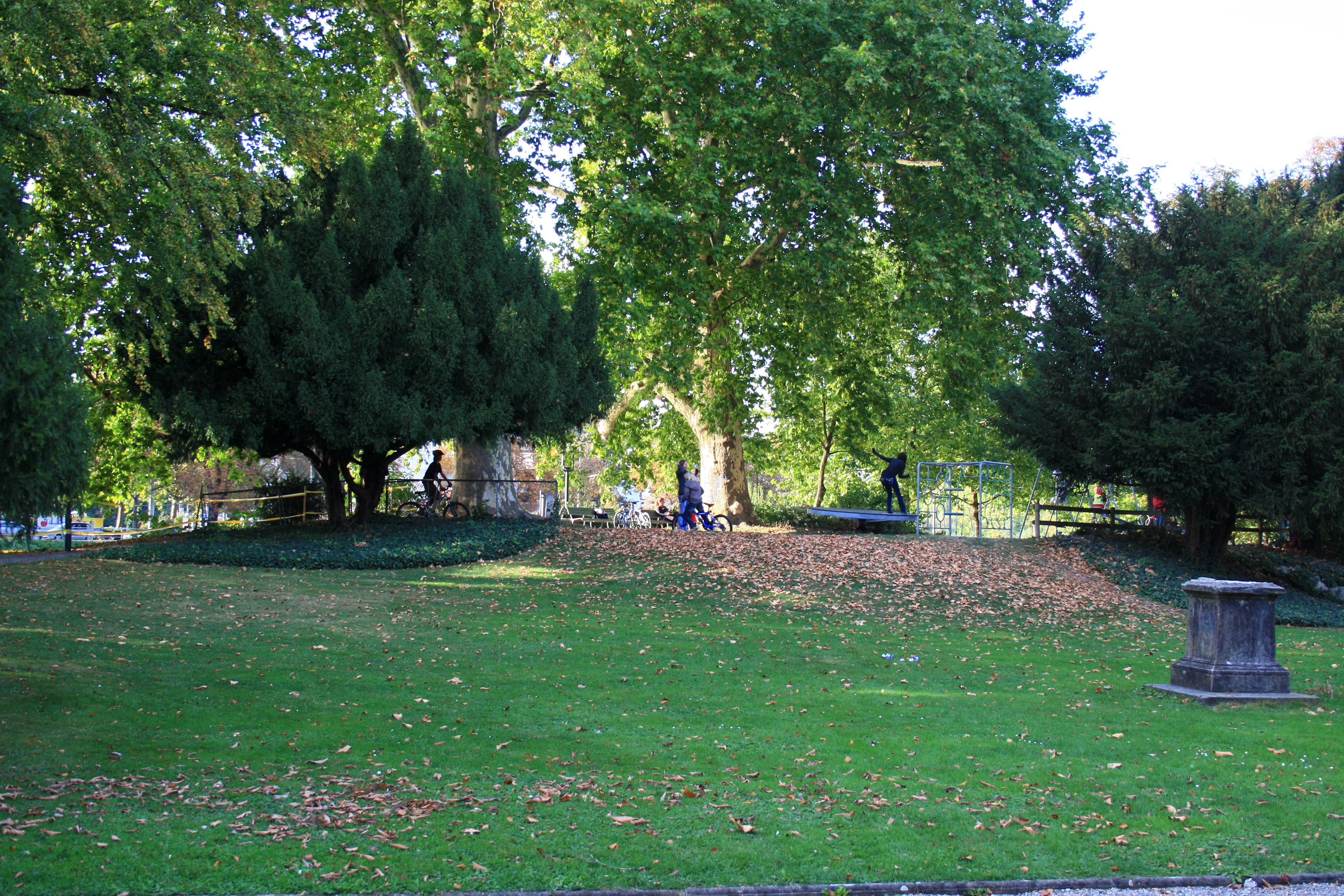
Der leere Sockel im Park (2009)

Lange blieb das Schicksal der Hadlaub-Statue für die Öffentlichkeit obskur. In einem Artikel des Tages-Anzeigers wurde das Kunstwerk 2003 als «verschollen» bezeichnet. Es sei 1990 «vermutlich wegen der Drogenszene entfernt» worden und «seither nicht mehr aufgetaucht». Erst der Historiker Georg Kreis brachte in seinem Bericht zu den Zürcher Denkmälern 2021 etwas Licht ins Dunkel.
Im Juni 2017 veranstaltete der Spokenword-Künstler Gerhard Meister eine «künstlerische Intervention» beim ehemaligen Hadlaub-Denkmal. Er deklamierte dabei vom leeren Sockel herab. Die Aktion fand im Rahmen des Stadtrundgangs «wachgeküsst» statt.
Die Zürcher Arbeitsgruppe «Kunst im öffentlichen Raum (KiöR)» teilte am 7. Juli 2022 eine Fotografie des leeren Postaments auf Instagram und gab ein paar aus Kreis’ Bericht entnommene Hintergrundinformationen zum Hadlaub-Denkmal.
Der Sockel ist denkmalgeschützt und darf nicht entfernt werden.

## Beschreibung
Das niedrige und schlichte Postament, das man der Statue beigegeben hat, trägt keine Inschrift. Das Kunstwerk wurde deswegen kaum als Denkmal wahrgenommen, sondern galt den meisten Passanten als reine «Zierfigur» des Parks. Alfred Senti vermutete 1940, «dass die wenigsten der dort Lustwandelnden wissen, an wen dieses Denkmal erinnern soll». Schon 1903 bemängelte die Zürcherische Freitagszeitung, dass die Statue kaum beachtet werde:

«Drunten im Platzspitz im sammtgrünen Rasen steht er mit dem Nadelbüchslein in der Hand, der jugendliche Zürcher Minnesänger Hadlaub. Und viel Menschheit geht teilnahmslos an ihm vorüber[,] wie sie an der Poesie allermeist vorüberzugehen pflegt.»

Hadlaub war lebensgross dargestellt. Er trug ein «einfach[es], aber gefällig geordnet[es]» mittelalterliches Gewand. In seiner Linken hielt er eine Laute bzw. eine Fiedel, mit seiner Rechten eine Pergamentrolle resp. eine «kleine Liederrolle» an der Brust. Die Attribute zeichneten ihn als Sänger und Dichter aus, was im Mittelalter noch Synonyme waren. Sein Haupt war von einem Blumenkranz bekrönt. Vermutlich nahm Meyenburg auf dieselbe Szene in Kellers Novelle Bezug wie Ernst Stückelberg in seinem zur gleichen Zeit entstandenen Fresko. Im Happy Ending legt die Angebetete Fides Hadlaub einen Rosenkranz auf den Kopf:

«Gleichzeitig bewegte sich der Bischof […] gegen Fides hin, um ihr einen vollen Rosenkranz, auf silbernen Reif geflochten, zu übergeben. […] Indessen führten Manesse und Toggenburg, gefolgt von den Äbten und anderen Herren, den ganz bleich gewordenen und schwankenden Johannes vor den Sitz der Fides. […] In sorgloser Heiterkeit wurde Meister Hadlaub vor die sitzende Fides gebracht und auf ein Knie niedergelassen […]. Er wendete die Blicke furchtsam zur Seite, als ihm Fides, gedrängt von den Freunden, den Kranz auf den Kopf setzte. Als aber seine Hand genommen und in die ihre gelegt wurde und sie auf allgemeines Zureden endlich halb unwillig, halb lachend zu ihm sagte »Gott grüße meinen Gesellen!« da regte er sich wie ein Tierlein, das sich in der Angst totgestellt hat und nun allmählich wieder bewegt und munter wird.»

Auch Paul Krawutschke bearbeitete die Szene später künstlerisch.

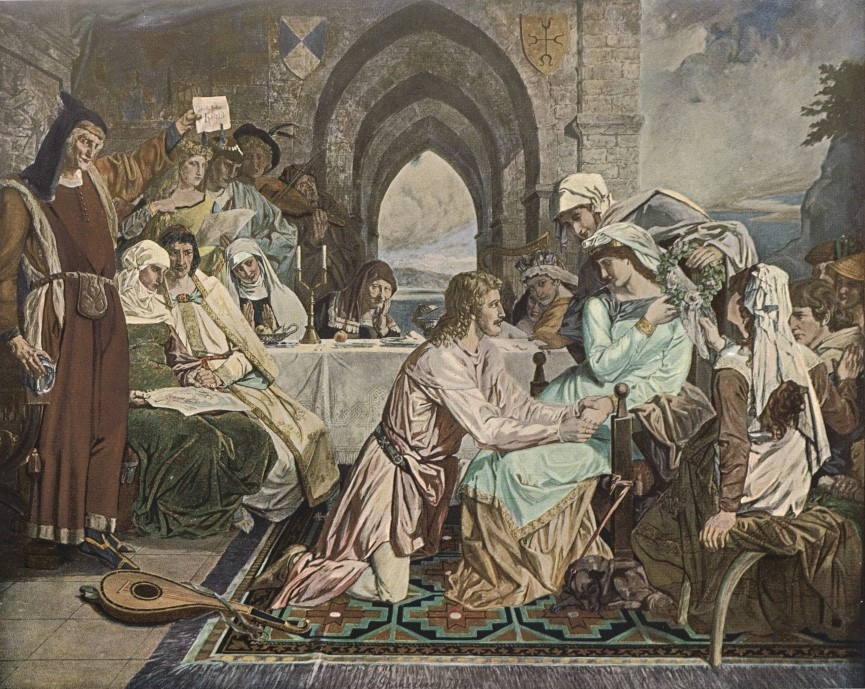
Ernst Stückelberg: Der Minnesänger Hadlaub (Gastmahl auf Manegg), Fresko, Zürich, 1884
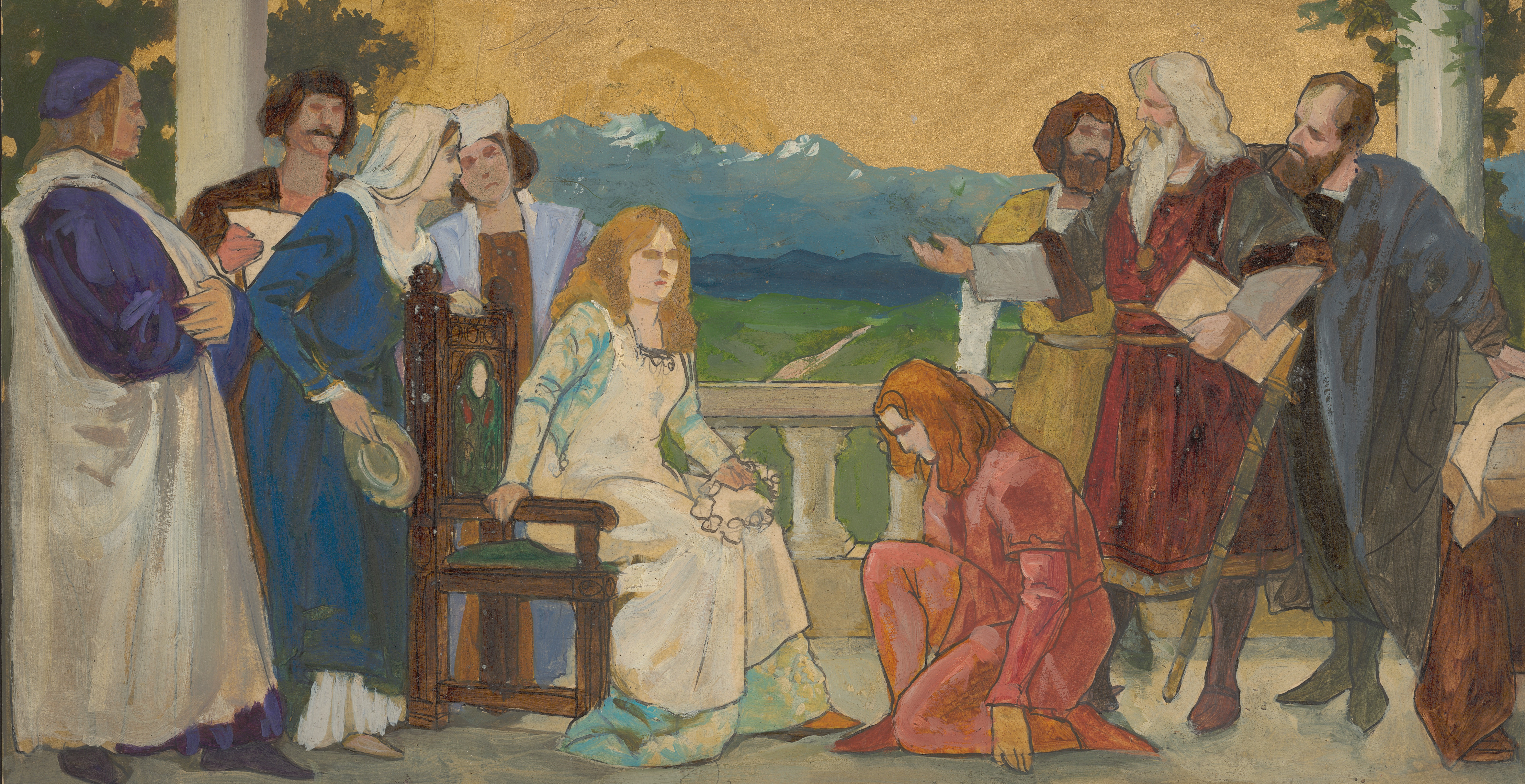
Paul Krawutschke: Szene aus Gottfried Kellers «Hadlaub»